# 赵衍荪

赵衍荪

赵衍荪（1922年7月—1993年7月5日），云南剑川人，白族，中国语言学家。长期从事白语研究工作。

## 生平
赵衍荪生于剑川县金华镇南门，祖父为著名学者赵式铭，父亲为赵孝誉。1937从昆明双塔中学初中毕业后，相继在丽江中学、云南大学附中、大理师范及私立武昌华中大学就读。抗日战争期间放弃学业，加入中国远征军，曾在印度兰伽任随军翻译。1948年毕业于云南大学外语系，到昆华工校任英文教师。1950年加入中国民主同盟。1956年9月调入中国科学院少数民族语言研究所工作，1983年评为副研究员，并选为中国少数民族语言学会理事。1986年离休。1993年在昆明出席白族语言文字问题科学讨论会期间，因劳累过度，突发心肌梗塞去世。

## 著作
- 徐琳, 赵衍荪编著. . 北京: 民族出版社. 1984. CSBN 9049·44.
- 中国社会科学院民族研究所主编; 赵衍荪, 徐琳编著. . 成都: 四川民族出版社. 1996. ISBN 7-5409-1743-1.